# Kevin Carson
Pour les articles homonymes, voir Carson.
Kevin Amos Carson est un théoricien politique et social américain né en 1963 et un spécialiste de l'économie politique écrivant dans la tradition libertarienne et mutuelliste. Outre ces activités, il occupe un poste de professionnel de la santé.
Carson décrit sa politique comme étant aux « confins du libertarianisme de libre marché et du socialisme ». Il a pris les travaux de Benjamin Tucker, Ralph Borsodi (en), Lewis Mumford et Ivan Illich comme sources d'inspiration pour son approche de la politique et l'économie.

## Philosophie
En plus des « quatre grands » monopoles de l'anarchiste individualiste Benjamin Tucker que sont la propriété terrienne, la monnaie, les tarifs et les brevets, Carson fait valoir que l'État transfère également la fortune aux riches en subventionnant la centralisation de l'organisation, sous la forme de subventions pour le transport et la communication. Il croit que Tucker néglige cette question car celui-ci se focalise sur les transactions individuelles, alors que lui met également l'accent sur les questions organisationnelles.
Les sections théoriques de son ouvrage Studies in Mutualist Political Economy (en français : Études sur l'économie politique mutualiste) sont présentées comme une tentative d'intégrer les critiques marginalistes dans la théorie de la valeur travail. Carson est également très critique sur la propriété intellectuelle. L'objectif principal de ses travaux les plus récents est la fabrication décentralisée et les économies informelles et celle des ménages.

### Marché libre contre capitalisme
Contrairement à certains anarcho-capitalistes, Carson définit le capitalisme en termes historiques, mettant l'accent sur l'histoire de l'intervention de l'État dans l'économie de marché. Il dit que « c'est l'intervention de l'État qui distingue le capitalisme du marché libre ». Il ne définit pas le capitalisme dans le sens idéalisé, mais dit que quand il parle de « capitalisme », il se réfère à ce qu'il appelle le « capitalisme existant réellement », c'est-à-dire à l'économie mixte. Il estime que « le capitalisme de laissez-faire, historiquement parlant, est un oxymore », mais n'a pas de querelle avec les anarcho-capitalistes qui utilisent le terme et le distinguent de « capitalisme existant réellement ».
En réponse aux allégations qu'il utilise le terme « capitalisme » de manière incorrecte, Carson dit qu'il choisit délibérément de ressusciter ce qu'il prétend être une ancienne définition du terme dans le but de « mettre en évidence un fait ». Il affirme que « le terme « capitalisme », comme il a été utilisé à l'origine, ne se réfère pas à un marché libre, mais à un type de système étatique de classes dans lequel les capitalistes contrôlent l'État et où l'État intervient dans le marché en leur nom ».
Carson soutient que « le capitalisme, résultant d'une nouvelle société de classes directement à partir de l'ancienne société de classes du Moyen Âge, a été fondé sur un acte de brigandage aussi massif que la précédente conquête féodale de la terre. Il a été soutenu jusqu'à présent par une intervention continue de l'État visant à protéger son système de privilèges sans lequel sa survie est inimaginable ». Carson fait valoir que dans un véritable système de laisser-faire, la capacité d'extraire un bénéfice du travail et du capital serait négligeable.
Carson soutient que la centralisation de la richesse dans une hiérarchie de classes est due à l'intervention de l'État pour protéger la classe dirigeante, en utilisant le monopole de la monnaie, l'octroi de brevets et les subventions aux sociétés, en imposant une taxation discriminatoire et en intervenant militairement pour accéder aux marchés internationaux. Sa thèse est qu'en vertu d'une économie de marché authentique, la séparation du travail de la propriété et la subordination du travail au capital serait impossible, en apportant une société plus égalitaire dans laquelle la plupart des gens pourraient facilement choisir de créer leur propre emploi plutôt que d'avoir un travail salarié.
Carson écrit avec bienveillance sur plusieurs anarcho-capitalistes, en faisant valoir qu'ils utilisent le mot « capitalisme » dans un sens différent de lui-même et qu'ils représentent une souche légitime de l'anarchisme. Il dit que « la plupart des gens qui se disent anarchistes individualistes d'aujourd'hui sont des adeptes de l'école autrichienne d'économie de Murray Rothbard et ont abandonné la théorie de la valeur travail ». Cependant, avec la sortie de son livre Studies in Mutualist Political Economy (en français : Études sur l'économie politique mutuelliste) il espère faire revivre le mutuellisme. Dans son livre, il tente de synthétiser les vues de l'école autrichienne d'économie avec la théorie de la valeur travail.

### Libertarianisme vulgaire
Carson a inventé le terme péjoratif « libertarianisme vulgaire », qui décrit l'utilisation de la rhétorique du marché libre pour la défense du capitalisme corporatiste et des inégalités de revenu. Selon lui, le terme est dérivé de l'expression « économie politique vulgaire », que Karl Marx décrit comme un ordre économique qui « devient de plus en plus délibérément apologétique et fait des tentatives énergiques pour dissuader de parler de l'existence des idées qui contiennent les contradictions [existant dans la vie économique] ».
Carson écrit :

« Les libertariens vulgaires qui défendent le capitalisme utilisent le terme « marché libre » dans un sens équivoque : ils semblent avoir du mal à se souvenir, suivant le moment, s'ils défendent le capitalisme existant réellement ou les principes du marché libre. Donc, on obtient l'article passe-partout standard de The Freeman argumentant que les riches ne peuvent pas s'enrichir aux dépens des pauvres, parce que « ce n'est pas la façon dont fonctionne le marché libre » - en supposant implicitement qu'il s'agit d'un marché libre. Lorsqu'ils sont poussés à étayer leurs arguments, ils vont à contrecœur admettre que le système actuel n'est pas un marché libre et qu'il comprend beaucoup d'interventions étatiques au nom des riches. Mais dès qu'ils pensent qu'ils le peuvent, ils vont tout de suite défendre la richesse des entreprises existantes sur la base des « principes du marché libre ». »

Une grande partie des écrits de Carson se consacre à la critique d'autres écrivains qu'il perçoit comme étant des libertariens vulgaires. Une des caractéristiques de son blog, revenant de façon sporadique, s'appelle Vulgar Libertarianism Watch (en français : Veille du libertarisme vulgaire). Les économistes et organisations qu'il a accusés de libertarianisme vulgaire comprennent Ludwig von Mises, Milton Friedman, Madsen Pirie, Radley Balko (en) et le Adam Smith Institute[réf. nécessaire].

## Centre pour une société sans État
En novembre 2008, le Center For a Stateless Society (C4SS, en français : Centre pour une société sans État) annonce qu'il embauche Carson en tant qu'associé de recherche et premier membre du personnel rémunéré. Depuis janvier 2009, Carson a produit plusieurs études pour le Centre ainsi que de nombreux articles de commentaire politique sur des sujets variés. Plusieurs des études de Carson pour C4SS ont été retravaillées dans son troisième livre, The Homebrew Industrial Revolution (en français : La Révolution industrielle fait maison).

## Critique
L'économiste et anarcho-capitaliste Walter Block caractérise Carson de marxiste pour son attachement à la théorie d'exploitation de la valeur travail et défend que la philosophie de Carson est pleine d'erreurs, surtout en raison de son acceptation de la théorie de la valeur-travail (économie). Il dit qu'« une personne actuelle de cet âge prenant au sérieux cette doctrine, qui en plus essaye de la défendre, est l'équivalent d'une personne qui aurait une position similaire vis-à-vis de la Terre plate ou de la théorie phlogistique. Il est, en un mot, médiéval ». Carson répond que Block déforme beaucoup de ses points de vue et n'a probablement pas lu son livre.
Roderick Long critique la revendication de Carson selon laquelle tous les droits de propriété privée ne proviennent pas de la notion de propriété personnelle et présente l'argument que si l'on accepte la propriété personnelle, comme Carson le fait, alors les droits d'usage non-lockéens doivent être reconnus. Long accepte le concept de propriété publique comme valide et écrit que les communautés peuvent acquérir du terrain « en l'utilisant collectivement », ce qui pourrait fournir « la base d'une clause non-lockéenne reconnaissant les arrangements de propriété entre communautés mutuellistes, georgistes et lockéennes ».

## Œuvres sélectionnées
- 2001 : The Iron Fist Behind the Invisible Hand : Corporate Capitalism as a State-Guaranteed System of Privilege (Carson 2001)
- 2004 : Austrian and Marxist Theories of Monopoly Capital: A Mutualist Synthesis (Carson 2004)
- 2006 : Studies in Mutualist Political Economy (Carson 2006a)
- 2006 : Contract Feudalism : A Critique of Employer Power Over Employees (Carson 2006b)
- 2008 : Organization Theory : A Libertarian Perspective (Carson 2008a)
- 2008 : The Ethics of Labor Struggle : A Free Market Perspective (Carson 2008b)
- 2010 : The Homebrew Industrial Revolution : A Low Overhead Manifesto (Carson 2010)
- 2011 : The Desktop Regulatory State : The Countervailing Power of Super-Empowered Individuals (Carson 2011)